# CPD−57°2874
CPD−57°2874 är en ensam stjärna i norra delen av stjärnbilden Kölen. Den har en  skenbar magnitud av ca 10,08 och kräver ett teleskop för att kunna observeras. Baserat på parallaxmätning inom Hipparcosuppdraget ca 0,20 mas, beräknas den befinna sig på ett avstånd på ca ca 3 440 parsek från solen. Den rör sig närmare solen med en heliocentrisk radialhastighet på ca -54 km/s.

## Egenskaper
CPD−57°2874 är en blå superjättestjärna av spektralklass sgB1 I[e]. Den har en massa som är ca 18 solmassor, en radie som är ca 60 solradier och har ca 500 000 gånger solens utstrålning av energi från dess fotosfär vid en effektiv temperatur av ca 20 000 K.
CPD−57°2874  är en sällsynt stjärna eftersom den är varm men har stoft som visar förbjudna linjer och emissioner av infraröd strålning. År 2007 studerades den höga rumsliga och spektrala upplösningen av stjärnans omgivande hölje. Detta var första gången en sådan studie genomfördes av en superjätte av klass B[e]. Den omgivande skivan av utstött stjärnmaterial har en inre kant vid 27,5 AE från stjärnan och den lutar i en vinkel på 46° mot Jorden. Den speciella inriktningen, temperaturen och densiteten hos skivan kombineras för att producera de förbjudna spektrallinjerna. Den fristående ringen leder till spekulationer om att de inre områdena rensas av en osynlig binär följeslagare.

## Variation
Fotometri av CPD−57°2874 tyder på att den är variabel med en amplitud på kanske 0,2 magnitud. Den har inte formellt klassificerats som en variabel stjärna och orsaken till variationerna är oklar.